# Histone méthyltransférase
Une histone-méthyltransférase est une méthyltransférase qui catalyse l'une des réactions suivantes :
S-adénosyl-L-méthionine + résidu de L-lysine d'une histone  {\displaystyle \rightleftharpoons }  S-adénosyl-L-homocystéine + résidu de N6-méthyl-L-lysine d'une histone ;
S-adénosyl-L-méthionine + résidu de L-arginine d'une histone  {\displaystyle \rightleftharpoons }  S-adénosyl-L-homocystéine + résidu de Nω-méthylarginine d'une histone.
La première est spécifique des résidus de lysine (EC 2.1.1.43) et la seconde des spécifique des résidus d'arginine (EC 2.1.1.125),,. Dans les deux cas, la S-adénosylméthionine sert à la fois de cofacteur et de donneur de groupe méthyle,,,.
Ces enzymes sont en réalité capables de méthyler plusieurs fois le même résidu, conduisant par exemple à la triméthyllysine. Le transfert des groupes méthyle a lieu préférentiellement sur des résidus de lysine et d'arginine spécifiques sur les histones H3 et H4. Dans les cellules des eucaryotes, le génome est condensé de façon très étroite sous forme de chromatine, constituée notamment d'ADN et d'histones, de sorte que les enzymes qui doivent accéder au matériel génétique doivent le rendre accessible. C'est ce que font les histone-méthyltransférases en méthylant les histones sur certains sites spécifiques qui en modifient les propriétés. La méthylation des histones (en) est un processus biologique important car c'est la principale modification épigénétique de la chromatine qui régule l'expression génétique, la stabilité du génome, la maturation des cellules souches, le développement des lignées cellulaires, la régulation des gènes soumis à empreinte, la méthylation de l'ADN et le processus de mitose cellulaire.